# Уж (приток Лаборца)
Уж (укр. Уж, словац. Uh) — река на Украине и в Словакии. Длина 127 км, из которых 21,3 км течёт по территории Словакии. Площадь водосборного бассейна — 2750 км².
Источник Ужа находится в восточных Карпатах у подножья Водораздельного хребта. Пересекает украинско-словацкую границу у словацкого села Загор, течёт по Восточнословацкой низменности и впадает в Лаборец около словацкой деревни Драгнёв (Район Михаловце).
На Уже находится город Ужгород.
Правый приток Ужа — река Убля (Ублянка). Ещё один приток Ужа — река Уг.